# トラン・アン・ユン
トラン・アン・ユン（チャン・アィン・フン、ベトナム語：Trần Anh Hùng / 陳英雄, 1962年12月23日 - ）は、ベトナム出身、フランス パリ育ちの映画監督・脚本家である。
Trầnは、現代の正しいベトナム読みでは「チャン」である（ベトナムの人名も参照）

## 略歴
ダナン生まれ。12歳の頃、ベトナム戦争から逃れるため、両親とともにフランスに移住した。
1993年、『青いパパイヤの香り』で長編映画監督デビューを果たし、カンヌ国際映画祭カメラ・ドール（新人賞）とセザール賞新人監督賞を受賞。第66回アカデミー賞ではアカデミー外国語映画賞にもノミネートされた。
1995年、監督作『シクロ』がヴェネツィア国際映画祭で最高賞に当たる金獅子賞を受賞。
2009年2月、村上春樹のベストセラー小説を原作とする『ノルウェイの森』がクランクイン。2010年に完成・公開された。
妻である女優のトラン・ヌー・イエン・ケーは、3本の作品で主演を務めている。
2015年、第28回東京国際映画祭のコンペティション部門審査員を務める。
2023年、『ポトフ 美食家と料理人』でカンヌ国際映画祭監督賞を受賞した。

## 監督作品
- 『青いパパイヤの香り』 Mùi đu đủ xanh （1993年）
- 『シクロ』 Xích lô（1995年）
- 『夏至』 À la verticale de l'été（2000年）
- 『アイ・カム・ウィズ・ザ・レイン』（2009年）
- 『ノルウェイの森』 Norwegian Wood （2010年）
- 『エタニティ 永遠の花たちへ』 Éternité  （2016年）
- 『ポトフ 美食家と料理人』 La Passion de Dodin Bouffant （2023年）

## 関連文献
- 『ノルウェイの森』トラン・アン・ユン監督インタビュー／CINRA.NET2011年1月4日掲載